# شركة مصافي الشمال
شركة مصافي الشمال هي واحدة من الشركات الـ 16 التابعة إلى وزارة النفط العراقية، يقع مقرها في تكريت، تأسست عام 1976 بموجب القانون رقم 101 وقد تم إدارة الشركة في حينها بواسطة المؤسسة العامة لتصفية النفط والغاز، في عام 1997 صدر قانون شركات القطاع العام المرقم 22 وأصبح اسم الشركة شركة مصافي الشمال/شركة عامة.
```
تنتج الشركة مختلف أنواع المنتجات مثل بنزين خالي الرصاص ووقود الطائرات والنفط الأبيض وزيت الغاز والنفط الأسود المعد للتصدير ومختلف أنواع الزيوت مثل زيت  المحركات للبنزين وزيت المحركات للديزل وزيوت مكائن الخياطة والمحولات ومنتجات الإسفلت والكبريت وغاز الوقود والغاز السائل...الخ.
```

## المصافي التابعة
- مصفاة بيجي الطاقة الانتاجية 310,000 برميل/يوم.
- مصفاة كركوك الطاقة الانتاجية 30,000 برميل/يوم.
- مصفاة الكسك الطاقة الانتاجية 10,000 برميل/يوم.
- مصفاة الصينية الطاقة الانتاجية 30,000 برميل/يوم.
- مصفاة حديثة الطاقة الانتاجية 16,000 برميل/يوم.
- مصفاة القيارة الطاقة الانتاجية 16,000 برميل/يوم.